# سپاه بالون ارتش اتحادیه
سپاه بالون ارتش اتحادیه (انگلیسی: Union Army Balloon Corps) شاخه‌ای از ارتش اتحادیه در طول جنگ داخلی آمریکا بود که توسط تادئوس اس. سی. لو تأسیس شد. این سازمان به عنوان یک سازمان عملیات غیرنظامی تشکیل شده بود که گروهی از هوانوردان برجسته آمریکایی و هفت بالن مخصوص پر از گاز را برای انجام شناسایی هوایی در ارتش ایالات مؤتلفه به کار می‌گرفت.
لو یکی از معدود بالن‌سواران کهنه‌کاری بود که در تلاش برای عبور از اقیانوس اطلس با بالن بود. تلاش‌های او با شروع جنگ داخلی، که یک هفته قبل از یکی از مهم‌ترین پروازهای آزمایشی او آغاز شد، متوقف گردید. متعاقباً، او تخصص هوانوردی خود را برای توسعه مکانیسم جنگ هوایی از طریق استفاده از آیرواستات‌ها برای اهداف شناسایی ارائه داد. لو در ۱۱ ژوئن ۱۸۶۱ با رئیس‌جمهور ایالات متحده، آبراهام لینکلن، ملاقات کرد و پیشنهاد داد که با بالن خودش، اینترپرایز، از چمن زرادخانه، مستقیماً در آن سوی خیابان کاخ سفید، نمایشی اجرا شود. او از ارتفاع ۱۵۰ متری (۵۰۰ فوت) پیامی را برای رئیس‌جمهور تلگراف کرد و منظره خود از حومه واشینگتن دی سی را شرح داد. در نهایت، او از میان سایر کاندیداها به عنوان هوانورد ارشد سپاه بالون ارتش اتحادیه که تازه تأسیس شده بود، انتخاب شد.
سپاه بالون با تیمی منتخب از هوانوردان متخصص در نبردهای یورک‌تاون، سون پاینز، آنتیتام، فردریکسبورگ و سایر نبردهای بزرگ رودخانه پوتوماک و شبه جزیره ویرجینیا خدمت کرد. سپاه بالون از اکتبر ۱۸۶۱ تا تابستان ۱۸۶۳، زمانی که پس از استعفای لوو منحل شد، به ارتش اتحادیه خدمت کرد.